# 叶卡捷琳娜·库斯柯娃
叶卡捷琳娜·德米特里耶芙娜·库斯柯娃（俄语：Екатери́на Дми́триевна Куско́ва，1869年—1958年），俄罗斯帝国记者、政治家，经济主义者，参与建立俄国社会民主工党和立宪民主党，支持社会改良，反对布尔什维克。